# Kościół Bożych Proroctw
Kościół Bożych Proroctw (ang. Church of God of Prophecy) – konserwatywny chrześcijański związek wyznaniowy o charakterze zielonoświątkowym. Wspólnoty praktykują obrzęd umywania nóg. 
Kościół Bożych Proroctw odłączył się w 1923 roku od Kościoła Bożego (Cleveland), posiada zgromadzenia i prowadzi misje w ponad 130 krajach, zrzeszając ponad 1.500.000 członków. W 2007 roku w Stanach Zjednoczonych liczył 89.674 wiernych w 1.860 kościołach. 

## Wiara i teologia
Przekonania Kościoła Bożych Proroctw zawarte są w wyznaniu wiary:

„Wierzymy w: 
1. Biblię jako święte Słowo Boga, natchnione, nieomylne i niezawodne.
2. Że Biblia jest spisanym Bożym objawieniem dla ludzkości i przewodnikiem we wszystkich sprawach wiary, dlatego uważamy Biblię za najwyższy autorytet do nauki, praktyki, organizacji i dyscypliny.
3. Że istnieje tylko jeden Bóg odwiecznie istniejący w trzech osobach: Ojca, Syna i Ducha Świętego.
4. W boskość Chrystusa, Jego narodzenie z dziewicy, Jego bezgrzeszne życie, fizyczne cuda, Jego odkupieńczą śmierć na krzyżu, Jego zmartwychwstanie w ciele, Jego wniebowstąpienie po prawicy Ojca i Jego osobisty powrót w mocy i chwale, Jego powtórne przyjście.
5. Wyznajemy, że odnowienie przez Ducha Świętego jest konieczne dla zbawienia grzesznej ludzkości.
6. Wierzymy, że grzesznik jest doprowadzany poprzez pracę Ducha Świętego do świadomości potrzeby zbawienia.
7. W uświęcenie przez krew Chrystusa.
8. W aktywne działanie Ducha Świętego, który prowadzi i zamieszkuje Kościół i który wzmacnia, aby człowiek był w stanie żyć pobożnie i skutecznie wykonywać służbę Bogu i innym.
9. Wierzymy, w ostateczną jedność wierzących, za którą modlił się nasz Pan, i to powinno być widocznym "żeby świat poznał, że Ty mnie posłałeś i że ich umiłowałeś, jak i mnie umiłowałeś" zobaczyć chwałę Bożą, przez przyjście Jego Syna, i wielką miłość Boga dla Jego ludu (Jan 17:20-23).
10. Jesteśmy zobowiązani do świętości węzła małżeńskiego i silnej, kochającej rodziny chrześcijańskiej.

Doktryny kościoła:
- pokuta i usprawiedliwienie,
- nowonarodzenie,
- uświęcenie i świętość,
- chrzest w Duchu Świętym i mówienie innymi językami,
- owoce Ducha Świętego, oraz dary Ducha,
- znaki, cuda i uzdrowienia jako przejaw Bożego działania,
- chrzest przez zanurzenie,
- Wieczerza Pańska, wraz z umywaniem nóg,
- dziesięcina i ofiary (na biednych),
- restytucja,
- zmartwychwstanie i życie wieczne dla sprawiedliwych,
- kara wieczna dla potępionych,
- wstrzemięźliwość od alkoholu, narkotyków, palenia tytoniu i nadmiernego jedzenia,
- sabat (symboliczny),
- premillenaryzm,
- poza tym Kościół potępia rozwody, noszenie ozdób i nieczyste mowy.